# Seleção dos Estados Unidos de Softbol Feminino
A Seleção dos Estados Unidos de Softbol Feminino é a equipe que representa os Estados Unidos em competições internacionais de softbol. Governada pela USA Softball, ocupa a primeira posição no ranking internacional organizado pela Federação Internacional de Softbol, sendo a maior vencedora de eventos deste esporte. Foi a campeã dos Jogos Olímpicos em três edições consecutivas: 1996, 2000 e 2004.

## Desempenho
- Jogos Olímpicos: Ouro (1996, 2000, 2004), Prata (2008)
- Jogos Pan-Americanos: Ouro (1979, 1987, 1991, 1995, 1999, 2003, 2007) e Prata (1983, 2015)
- Campeonato Mundial: Ouro (1974, 1978, 1986, 1990, 1994, 1998, 2002, 2006, 2010, 2016, 2018) e Prata (1965, 1970, 2012, 2014)[6][7]
- Jogos Mundiais: Ouro (2009)